# Teheránská konference
Teheránská konference (s krycím názvem Eureka) byla jednou z vrcholných spojeneckých konferencí druhé světové války. Šlo o vůbec první společné osobní setkání hlavních představitelů SSSR, USA a Velké Británie v tomto období. Jednání sovětského vůdce J. V. Stalina, amerického prezidenta F. D. Roosevelta a britského premiéra W. Churchilla (tzv. Velké trojky) se konalo od 28. listopadu do 1. prosince 1943 v íránské metropoli Teheránu. Byla zde projednávána především další taktika v boji proti mocnostem Osy, a rovněž bylo nastíněno poválečné uspořádání Evropy, zejména otázka Polska. Hlavním výsledkem konference byl závazek západních spojenců otevřít ve Francii druhou frontu proti nacistickému Německu. V důsledku tak už byl položen základ budoucího rozdělení sfér vlivu v Evropě, které bylo na následujících setkáních Velké trojky už jen potvrzeno. Např. historik Laurence Rees proto považuje Teherán za rozhodující konferenci celé války.
Teheránské konferenci předcházela třetí Moskevská konference ministrů zahraničí SSSR, USA a Velké Británie, která se konala od 18. října do 1. listopadu 1943, a bezprostředně konference v Káhiře ve dnech 22.–26. listopadu 1943 mezi Rooseveltem, Churchillem a čínským generalissimem Čankajškem. Z Teheránu se pak Churchill a Roosevelt opět vrátili do Káhiry, kde ve dnech 4.–6. prosince 1943 jednali s tureckým prezidentem İsmetem İnönü (Druhá káhirská konference).
Velká trojka ve složení Stalin–Roosevelt–Churchill se během války znovu setkala už jen jednou, v únoru 1945 na konferenci na Jaltě. Nedlouho poté Roosevelt zemřel a na následující konferenci v Postupimi v létě 1945 už USA zastupoval Harry Truman. Churchill do Postupimi jel v očekávání výsledků domácích voleb, které překvapivě prohrál, takže na závěr konference už ho nahradil nově jmenovaný premiér Clement Attlee.
Čtyřdenní setkání začalo Stalinovým úskokem. Aby omezil samostatná jednání Roosevelta s Winstonem Churchillem a usnadnil si odposlouchávání obou státníků, přesvědčil amerického prezidenta, že je v ohrožení života kvůli chystanému atentátu, a nechal ho ubytovat ve své blízkosti.[zdroj?]

## Pozadí
Po vypuknutí německo-sovětské války v červnu 1941 nabídl Churchill pomoc Sovětům a dne 12. července 1941 byla podepsána dohoda v tomto smyslu. Churchill však v domácím rozhlasovém projevu oznamujícím spojenectví s SSSR posluchačům zdůraznil, že nezmění svůj záporný postoj vůči komunismu. Diplomatické i vojenské delegace cestovaly mezi Londýnem a Moskvou, aby zajistily provádění smluvené podpory, a když se Spojené státy v prosinci 1941 k válce připojily, delegace se setkaly také ve Washingtonu. Byl vytvořen Kombinovaný výbor náčelníků štábů (Combined Chiefs of Staff – CCS) za účelem koordinace britských a amerických operací a jejich podpory Sovětskému svazu.
Dopady celosvětové války, neexistence sjednocené spojenecké strategie a složitost alokace zdrojů mezi Evropou a Asií nebyly však uspokojivě vyřešeny a brzy vzbudily vzájemné podezřívání mezi západními spojenci a Sovětským svazem. Byla zde palčivá otázka otevření druhé fronty za účelem zmírnění německého tlaku na východní frontě, otázka vzájemné pomoci (kde Británie i Sovětský svaz získávali úvěry a vojenský materiál ze Spojených států). Existovalo i jisté napětí mezi Spojenými státy a Británií, protože Washington neměl velký zájem podporovat Londýn v jeho snaze udržet vládu nad rozkližujícím se impériem. Dále ani USA, ani Británie nebyly připraveny poskytnout Stalinovi volnou ruku ve východní Evropě, a konečně nebyla dohodnuta žádná společná politika, jak jednat s Německem po Hitlerově porážce.
Komunikace týkající se těchto záležitostí mezi Churchillem, Rooseveltem a Stalinem probíhala telegramy a prostřednictvím vyslanců – ale bylo zřejmé, že jsou nutná přímá jednání. To naráželo na potíž zejména se Stalinem, který se zdráhal opustit Moskvu a tím méně byl ochoten vyjet do zahraničí, a nechtěl ani riskovat cestování letadlem. Také pro Roosevelta bylo vzhledem k jeho fyzickému postižení cestování obtížné. I proto se Stalin a Roosevelt do té doby nesetkali vůbec, zatímco Churchill s Rooseveltem už mnohokrát, a Stalina dvakrát navštívil v Moskvě. 
Aby se naléhavě potřebné setkání zajistilo, Roosevelt se pokusil Stalina přesvědčit, aby koncem listopadu 1943 přicestoval do Káhiry, kde se měl on a Churchill setkat s Čankajškem. Stalin se však nechtěl účastnit jednání s představitelem Číny, aby tím nepopudil Japonsko. Navrhl místo toho setkání v Bagdádu nebo Basře, a nakonec souhlasil, že přijede do Teheránu, který byl ostatně ještě blíže hranic SSSR. Zde se konference uskutečnila na sovětské ambasádě, takže byl Stalin vlastně v pozici vedoucího.

## Účastníci
Sovětskou delegaci vedle Stalina tvořili zejména ministr zahraničí Vjačeslav Molotov a maršál Kliment Vorošilov. Roosevelta doprovázeli jeho poradce Harry Hopkins a velvyslanec USA v SSSR W. A. Harriman. S Churchillem dorazil jeho hlavní vojenský poradce Hastings Ismay a ministr zahraničí Anthony Eden.

## Jednání
Předmětem jednání byla především společná spojenecká strategie na evropských bojištích, konkrétně pak otevření západní fronty. Churchill navrhoval rozšířit působnost Spojenců v oblasti Středomoří, tradiční britské zájmové sféře, a připravit si tak podmínky pro vylodění na Balkáně. Tento návrh nevylučoval možnost současného spojeneckého vylodění na západě Evropy, ale navíc by omezoval sovětský vliv ve střední a jihovýchodní Evropě. Pro Stalina, který v té době již plánoval právě v tomto prostoru vytvořit pásmo satelitních komunistických zemí, byl ovšem tento návrh neakceptovatelný, a místo toho prosazoval vylodění v severní Francii na jaře roku 1944 za podpory dalších operací na jihu Francie. Roosevelt, na kterého Stalin osobně zapůsobil velmi pozitivně, se přiklonil na jeho stranu, čímž bylo rozhodnuto.
Dalším důležitým bodem jednání se stala polská otázka, kde Stalin bezpodmínečně požadoval východní část Polska (tzv. Kresy), v podstatě v tom rozsahu, který získal podle paktu s nacistickým Německem v roce 1939. Roosevelt i Churchill mu vyhověli a bylo dohodnuto, že Polsko jako kompenzaci získá na západě území Německa až po linii Odra–Nisa. Podle svědectví byl tento „posun Polska na západ“ nápadem Churchilla, který považoval zisk značně menšího, ale hospodářsky vyspělého německého území za uspokojivou náhradu za rozsáhlé, ale zaostalé a bažinaté oblasti na východě. Již podruhé (a tentokrát definitivně) tak velmoci stanovily polskou východní hranici na tzv. Curzonově linii, poprvé navrhované už po první světové válce.  
Spojenci se dále zavázali v co největší míře podporovat Titovy partyzány v Jugoslávii zásobami a výzbrojí a Sovětský svaz měl po ukončení války v Evropě vstoupit do války s Japonskem.
Konference se také zabývala vztahy Velké trojky s Tureckem a Íránem. Samostatný protokol podepsaný na konferenci zavázal Velkou trojku k uznání íránské nezávislosti a také to, že po ukončení války dodrží šestiměsíční lhůtu, stanovenou ke stažení svých vojsk z Íránu.
Zároveň bylo konstatováno, že by bylo žádoucí, aby Turecko začalo válku na straně spojenců do konce roku.